# Ferekydes (logograf)
Ferekydes (grekiska: Φερεκύδης, latin Pherecydes) var en grekisk logograf (historieskrivare) från ön Leros utanför Miletos. Han levde i Aten vid mitten av 400-talet f.Kr.
Ferekydes författade bland annat ett sagohistoriskt verk i tio böcker, vilket huvudsakligen tycks ha varit en samling av attiska fornsagor. De bibehållna fragmenten av verket återfinns i Karl Otfried Müllers Fragmenta historicorum græcorum.